# Byrsops
Byrsops är ett släkte av skalbaggar. Byrsops ingår i familjen Brachyceridae.

## Dottertaxa tillByrsops, i alfabetisk ordning[1]
- Byrsops alveata
- Byrsops amplexicollis
- Byrsops angustata
- Byrsops angustatus
- Byrsops apicalis
- Byrsops aurivilliusi
- Byrsops bisignata
- Byrsops bohemani
- Byrsops buccellaria
- Byrsops buccellarius
- Byrsops cuneata
- Byrsops deformis
- Byrsops deprimatus
- Byrsops encausta
- Byrsops eximia
- Byrsops flavicollis
- Byrsops glaucescens
- Byrsops hexina
- Byrsops hopei
- Byrsops hottentotta
- Byrsops hottentottus
- Byrsops insincera
- Byrsops insincerus
- Byrsops intermedia
- Byrsops lineata
- Byrsops lutosa
- Byrsops lutosus
- Byrsops mendica
- Byrsops noordhoekiana
- Byrsops peringueyi
- Byrsops planus
- Byrsops plumbea
- Byrsops praemorsus
- Byrsops pusio
- Byrsops quadrata
- Byrsops quadratus
- Byrsops rana
- Byrsops retusa
- Byrsops retusus
- Byrsops scapularis
- Byrsops socia
- Byrsops sphodra
- Byrsops sphodrus
- Byrsops spinicollis
- Byrsops spinulosa
- Byrsops sulcicollis
- Byrsops suturalis
- Byrsops terrena
- Byrsops tersula
- Byrsops tetragona
- Byrsops tetragonus
- Byrsops thunbergi
- Byrsops troglodytes
- Byrsops verrucosa
- Byrsops westermanni
- Byrsops vexator
- Byrsops vicaria
- Byrsops vitiosa
- Byrsops vitiosus
- Byrsops vittigera